# WJBL 2024-25
WJBL 2024-25（第26回Wリーグ）は、2024年10月11日から2025年4月14日で開催されたバスケットボール女子日本リーグ。
富士通レッドウェーブが2シーズン連続3回目の優勝を果たした。

## 概要
このシーズンから13シーズンぶりに2部制となった。前シーズンの成績をもとに1部にあたる8チームによるWリーグプレミアと2部にあたる6チームによるWリーグフューチャーに再編された。
また大樹生命がタイトルパートナーとなり、大樹生命 Wリーグ 2024-25として行われることとなった。

## 参加チーム

### Wリーグプレミア
| チーム名                            | 前シーズン 成績 | 備考 |
| ----------------------------------- | --------------- | ---- |
| 富士通レッドウェーブ                | 優勝            |      |
| デンソーアイリス                    | 準優勝          |      |
| ENEOSサンフラワーズ                 | 3位             |      |
| シャンソン化粧品シャンソンVマジック | 4位             |      |
| トヨタ自動車アンテロープス          | 5位             |      |
| トヨタ紡織サンシャインラビッツ      | 6位             |      |
| 日立ハイテク クーガーズ             | 7位             |      |
| アイシン ウィングス                 | 8位             |      |

### Wリーグフューチャー
| チーム名                                      | 前シーズン 成績 | 備考 |
| --------------------------------------------- | --------------- | ---- |
| 三菱電機コアラーズ                            | 9位             |      |
| 東京羽田ヴィッキーズ                          | 10位            |      |
| 山梨クィーンビーズ                            | 11位            |      |
| 新潟アルビレックスBBラビッツ                  | 12位            |      |
| プレステージ・インターナショナル アランマーレ | 13位            |      |
| 姫路イーグレッツ                              | 14位            |      |

## 競技方法

### レギュラーシーズン
プレミアは8チームによる4回戦総当たりのリーグ戦（1チームあたり28試合）。フューチャーは6チームによる5回戦総当たりのリーグ戦（1チームあたり25試合）となる。試合の主管については、クラブチーム（東京羽田、山梨QB、新潟、アランマーレ秋田、姫路）の主管会場はクラブ自らが、それ以外
すべての試合はWリーグおよび各開催都市協会が主管として開催される。

### プレーオフ
プレミアのプレーオフはレギュラーシーズン終了後、3月～4月に開催される。レギュラーシーズンの上位4チームによるトーナメントとなる。セミファイナル（1回戦相当）は、レギュラーシーズン1位 - 4位と2位 - 3位により2戦先勝方式で開催される。ファイナル（優勝決定戦）は、セミファイナルの勝者により3戦先勝方式で開催される。
プレーオフに進出したチームのうち、セミファイナルで敗れたチームの最終順位は、レギュラーシーズン上位チームが上位の順位となる。プレーオフに進出できなかったチームはレギュラーシーズンの順位が最終順位となる。

### 入れ替え
プレミアとフューチャーとの入れ替えはプレミア8位とフューチャー1位は自動入れ替えを行い、プレミア7位とフューチャー2位で入れ替え戦を行う。

## 結果

### レギュラーリーグ順位

#### プレミア
| 順位 | チーム名     | 勝 | 敗 | 勝率 | 備考                                  |
| 1    | 富士通       | 23 | 5  | .821 | Wリーグプレーオフ 2024-25進出         |
| 2    | デンソー     | 23 | 5  | .821 | Wリーグプレーオフ 2024-25進出         |
| 3    | シャンソン   | 15 | 13 | .536 | Wリーグプレーオフ 2024-25進出         |
| 4    | ENEOS        | 14 | 14 | .500 | Wリーグプレーオフ 2024-25進出         |
| 5    | トヨタ自動車 | 13 | 15 | .464 |                                       |
| 6    | トヨタ紡織   | 11 | 17 | .393 |                                       |
| 7    | アイシン     | 9  | 19 | .321 | Wリーグディビジョン入替戦2024-25出場  |
| 8    | 日立ハイテク | 4  | 24 | .143 | 2025-26 Wリーグフューチャーへ自動降格 |

- 富士通とデンソーは勝率が同率で対戦成績も2勝2敗だったが得失点差で富士通が上だったので富士通が上位

#### フューチャー
| 順位 | チーム名                         | 勝 | 敗 | 勝率 | 備考                                 |
| ---- | -------------------------------- | -- | -- | ---- | ------------------------------------ |
| 1    | 東京羽田                         | 22 | 3  | .880 | 2025-26 Wリーグプレミアに自動昇格    |
| 2    | 三菱電機                         | 19 | 6  | .760 | Wリーグディビジョン入替戦2024-25出場 |
| 3    | 山梨                             | 13 | 12 | .520 |                                      |
| 4    | 新潟                             | 11 | 14 | .440 |                                      |
| 5    | プレステージ・インターナショナル | 8  | 17 | .320 |                                      |
| 6    | 姫路                             | 2  | 23 | .080 |                                      |

### プレーオフ
前シーズンに続いて京王電鉄がタイトルスポンサーで京王 Presents Wリーグプレーオフ 2024-25として行われた。

#### セミファイナル
| 戦 | チーム          | 試合日  | スコア | チーム            | 会場             |
| -- | --------------- | ------- | ------ | ----------------- | ---------------- |
| 1  | デンソー（2位） | 3月29日 | 66-76  | シャンソン（3位） | スカイホール豊田 |
| 2  | デンソー（2位） | 3月30日 | 67-52  | シャンソン（3位） | スカイホール豊田 |
| 3  | デンソー（2位） | 3月31日 | 78-73  | シャンソン（3位） | スカイホール豊田 |
| 1  | 富士通（1位）   | 3月29日 | 78-64  | ENEOS（4位）      | スカイホール豊田 |
| 2  | 富士通（1位）   | 3月30日 | 78-64  | ENEOS（4位）      | スカイホール豊田 |

#### ファイナル
| 戦 | チーム        | 試合日  | スコア | チーム          | 会場                         |
| -- | ------------- | ------- | ------ | --------------- | ---------------------------- |
| 1  | 富士通（1位） | 4月5日  | 69-49  | デンソー（2位） | 武蔵野の森総合スポーツプラザ |
| 2  | 富士通（1位） | 4月6日  | 67-69  | デンソー（2位） | 武蔵野の森総合スポーツプラザ |
| 3  | 富士通（1位） | 4月12日 | 57-76  | デンソー（2位） | 武蔵野の森総合スポーツプラザ |
| 4  | 富士通（1位） | 4月13日 | 64-35  | デンソー（2位） | 武蔵野の森総合スポーツプラザ |
| 5  | 富士通（1位） | 4月14日 | 75-60  | デンソー（2位） | 武蔵野の森総合スポーツプラザ |

#### プレーオフ個人賞
プレーオフの個人賞は、以下の通り。

##### MVP
- 町田瑠唯（富士通）

##### ベスト5
- 赤木里帆（富士通）
- 町田瑠唯（富士通）
- 宮澤夕貴（富士通）
- 馬瓜エブリン（デンソー）
- 髙田真希（デンソー）

### 入れ替え戦
3戦制で先に2勝した方が2025-26シーズンのプレミア参戦となる。
| 戦 | チーム                    | 試合日  | スコア | チーム                        | 会場                       |
| -- | ------------------------- | ------- | ------ | ----------------------------- | -------------------------- |
| 1  | アイシン（プレミア・7位） | 3月15日 | 81-52  | 三菱電機（フューチャー・2位） | 国立代々木競技場第二体育館 |
| 2  | アイシン（プレミア・7位） | 3月16日 | 62-60  | 三菱電機（フューチャー・2位） | 国立代々木競技場第二体育館 |

この結果、アイシンの2勝0敗で2025-26シーズンのプレミア残留が決定。

## アウォード

### プレミア
| 部門                       | 受賞者                               | チーム           |
| -------------------------- | ------------------------------------ | ---------------- |
| レギュラーシーズンMVP      | 町田瑠唯                             | 富士通           |
| ルーキー・オブ・ザ イヤー  | ディマロ・ジェシカ・ワリエビモ・エレ | トヨタ紡織       |
| コーチ・オブ・ザ・イヤー   | BT・テーブス                         | 富士通           |
| ベストディフェンダー       | 佐藤由璃果                           | シャンソン化粧品 |
| ベスト6thマン              | 宮下希保                             | 富士通           |
| レフリー・オブ・ザ・イヤー | 渡邊諭                               |                  |

ベスト5
| ポジション           | 受賞者           | チーム           |
| -------------------- | ---------------- | ---------------- |
| ガード               | 町田瑠唯         | 富士通           |
| シューティングガード | 白崎みなみ       | シャンソン化粧品 |
| スモールフォワード   | 吉田舞衣         | シャンソン化粧品 |
| パワーフォワード     | 宮澤夕貴         | 富士通           |
| センター             | イゾジェ・ウチェ | シャンソン化粧品 |

リーダーズ
| 部門                   | 受賞者                               | チーム           | 記録    |
| ---------------------- | ------------------------------------ | ---------------- | ------- |
| 得点                   | 渡嘉敷来夢                           | アイシン         | 14.71点 |
| アシスト               | 町田瑠唯                             | 富士通           | 9.39本  |
| リバウンド             | ディマロ・ジェシカ・ワリエビモ・エレ | トヨタ紡織       | 15.36本 |
| スティール             | 佐藤由璃果                           | シャンソン化粧品 | 1.75本  |
| ブロックショット       | イゾジェ・ウチェ                     | シャンソン化粧品 | 1.79本  |
| フィールドゴール成功率 | イゾジェ・ウチェ                     | シャンソン化粧品 | 57.19%  |
| フリースロー成功率     | 赤穂ひまわり                         | デンソー         | 87.50%  |
| 3P成功率               | 宮澤夕貴                             | 富士通           | 42.52%  |

### フューチャー
| 部門                      | 受賞者     | チーム                           |
| ------------------------- | ---------- | -------------------------------- |
| レギュラーシーズンMVP     | 笠置晴菜   | 三菱電機                         |
| ルーキー・オブ・ザ イヤー | 樋口鈴乃   | プレステージ・インターナショナル |
| コーチ・オブ・ザ・イヤー  | 萩原美樹子 | 東京羽田                         |
| ベストディフェンダー      | 河村美侑   | 新潟                             |
| ベスト6thマン             | 本橋菜子   | 東京羽田                         |

ベスト5
| ポジション           | 受賞者   | チーム   |
| -------------------- | -------- | -------- |
| ガード               | 笠置晴菜 | 三菱電機 |
| シューティングガード | 千葉歩   | 東京羽田 |
| スモールフォワード   | 髙原春季 | 東京羽田 |
| パワーフォワード     | 小菅由香 | 三菱電機 |
| センター             | 栗林未和 | 東京羽田 |

リーダーズ
| 部門                   | 受賞者                 | チーム                           | 記録    |
| ---------------------- | ---------------------- | -------------------------------- | ------- |
| 得点                   | 樋口鈴乃               | プレステージ・インターナショナル | 14.04点 |
| アシスト               | 土田帆乃香             | 山梨                             | 5.68本  |
| リバウンド             | ニアン・ンディ・クンバ | プレステージ・インターナショナル | 11.61本 |
| スティール             | 河村美侑               | 新潟                             | 1.84本  |
| ブロックショット       | 栗林未和               | 東京羽田                         | 0.64本  |
| フィールドゴール成功率 | ニアン・ンディ・クンバ | プレステージ・インターナショナル | 53.89%  |
| フリースロー成功率     | 御子柴百香             | 姫路                             | 82.02%  |
| 3P成功率               | 千葉歩                 | 東京羽田                         | 42.35%  |